# Chaetorellia acrolophi
Chaetorellia acrolophi is een vliegensoort uit de familie van de boorvliegen (Tephritidae). De wetenschappelijke naam van de soort is voor het eerst geldig gepubliceerd in 1989 door White & Marcquart.